# Afeganistão nos Jogos Olímpicos de Verão de 1964
O Afeganistão competiu nos Jogos Olímpicos de Verão de 1964 em Tóquio.

## Desempenho

### Lutas(8 atletas)
Luta Livre Masculino
| Atletas                | Evento    | 1ª Rodada              | 2ª Rodada              | 3ª Rodada              | 4ª Rodada              | 5ª Rodada              | Final / Medalha de bronze | Final / Medalha de bronze |
| Atletas                | Evento    | Adversário e resultado | Adversário e resultado | Adversário e resultado | Adversário e resultado | Adversário e resultado | Adversário e resultado    | Classificação final       |
| ---------------------- | --------- | ---------------------- | ---------------------- | ---------------------- | ---------------------- | ---------------------- | ------------------------- | ------------------------- |
| Faiz Mohammad Khakshar | Até 52 kg | ITA Grassi D 1-3       | IRL O'Connor D Fall    | Não avançou            | Não avançou            | Não avançou            | Não avançou               | 16º                       |
| Mohammad Daoud Anwary  | Até 57 kg | TUR Akbaş D 1-3        | IRN Khodabandeh D 1-3  | Não avançou            | Não avançou            | Não avançou            | Não avançou               | 14º                       |
| Mohammad Ebrahimi      | Até 62 kg | BYE                    | ARG Romero V Fall      | GBR Aspen V 3-1        | BUL Ivanov D 1-3       | USA Douglas D 1-3      | Não avançou               | 5º                        |
| Djan-Aka Djan          | Até 67 kg | ARG Vario V 3-1        | KOR Dong-Gu D 1-3      | EUA Rost D 1-3         | Não avançou            | Não avançou            | Não avançou               | 11º                       |
| Shakar Khan Shakar     | Até 73 kg | GBR Allen E 2-2        | URS Sagharadze D Fall  | Não avançou            | Não avançou            | Não avançou            | Não avançou               | 16º                       |

Luta Greco-Romana Masculino
| Atletas          | Evento    | 1ª Rodada              | 2ª Rodada              | 3ª Rodada              | 4ª Rodada              | 5ª Rodada              | Final / Medalha de bronze | Final / Medalha de bronze |
| Atletas          | Evento    | Adversário e resultado | Adversário e resultado | Adversário e resultado | Adversário e resultado | Adversário e resultado | Adversário e resultado    | Classificação final       |
| ---------------- | --------- | ---------------------- | ---------------------- | ---------------------- | ---------------------- | ---------------------- | ------------------------- | ------------------------- |
| Nour Ullah Noor  | Até 57 kg | JPN Ichiguchi D Fall   | USA Fitch D 1-3        | Não avançou            | Não avançou            | Não avançou            | Não avançou               | 15º                       |
| Nour Aka Sayed   | Até 62 kg | YUG Martinović D Fall  | ROM Bolocan D Fall     | Não avançou            | Não avançou            | Não avançou            | Não avançou               | 24º                       |
| Wahid Ullah Zaid | Até 67 kg | MEX Echaniz E Draw     | DEN Madsen D 1-3       | EUA Schmitt D 0-4      | Não avançou            | Não avançou            | Não avançou               | 12º                       |